# Amos Binney
Amos Binney, född 18 oktober 1803 i Boston, död 18 februari 1847 i Rom, var en amerikansk marinbiolog.  
Binney var en av grundläggarna av Boston Society of Natural History samt utrustade flera expeditioner till Florida, Texas och andra trakter för att samla material till kännedomen om Nordamerikas blötdjur. Som författare är han känd genom Monograph of the Terrestrial Air-Breathing Mollusks of the United States (1851–1857).